# 10.000 metres
Els 10.000 metres o 10.000 metres llisos són una prova de fons que es practica actualment a l'atletisme, on la resistència té un paper fonamental. En el format actual tan sols es disputa a les competicions a l'aire lliure, essent la prova més llarga que es disputa completament dins de l'estadi.

## Característiques
La sortida dels 10.000 metres es realitza de peu i els corredors disposen de carrer lliure, és a dir, poden moure's lliurement per la pista. Els atletes d'alt nivell per tal de donar les 25 voltes a l'estadi empreen al voltant d'una mitja hora. La duresa de la distància i el calendari han fet que, des de Sydney 2000 les sèries eliminatòries dels 10.000 hagin estat eliminades del programa de les grans competicions. Per la qual cosa, uns trenta atletes competeixen directament a la final, igual que passa en les curses que es disputen en ruta.
Els 10.000 metres debutaren, en la seva modalitat masculina, als Jocs Olímpics d'Estocolm 1912, mentre que, la modalitat femenina, no formarà part del programa olímpic fins als Jocs de Seül 1988. Als Campionats mundials d'atletisme han format part del programa en totes les edicions, tret de la modalitat femenina a l'edició de Hèlsinki 1983.

## Rècords
(actualitzat a 11-03-2025)
| Rècord            | Categoria | Marca     | Atleta                    | País            | Lloc           | Data       |
| ----------------- | --------- | --------- | ------------------------- | --------------- | -------------- | ---------- |
| Món               | Homes     | 26'11"00  | Joshua Cheptegei          | Uganda          | València       | 07-10-2020 |
| Món               | Dones     | 28'54"14  | Beatrice Chebet           | Kenya           | Eugene         | 25-05-2024 |
| Olímpic           | Homes     | 26'43''14 | Joshua Cheptegei          | Uganda          | París          | 02-08-2024 |
| Olímpic           | Dones     | 29'17"45  | Almaz Ayana               | Etiòpia         | Rio de Janeiro | 12-08-2016 |
| Campionat del Món | Homes     | 26'46"31  | Kenenisa Bekele           | Etiòpia         | Berlín         | 17-08-2009 |
| Campionat del Món | Dones     | 30'04"18  | Berhane Adere             | Etiòpia         | París          | 23-08-2003 |
| Europa            | Homes     | 26'46"57  | Mo Farah                  | Regne Unit      | Eugene         | 03-06-2011 |
| Europa            | Dones     | 29'06"82  | Sifan Hassan              | Països Baixos   | Hengelo        | 06-06-2021 |
| NACAC             | Homes     | 26'33"84  | Grant Fisher              | Estats Units    | Califòrnia     | 06-03-2022 |
| NACAC             | Dones     | 30'03"82  | Alicia Monson             | Estats Units    | Califòrnia     | 04-03-2023 |
| Àfrica            | Homes     | 26'11"00  | Joshua Cheptegei          | Uganda          | València       | 07-10-2020 |
| Àfrica            | Dones     | 28'54"14  | Beatrice Chebet           | Kenya           | Eugene         | 25-05-2024 |
| Àsia              | Homes     | 26'38"76  | Ahmad Hassan Abdullah     | Qatar           | Brussel·les    | 05-09-2003 |
| Àsia              | Dones     | 29'31"78  | Wang Junxia               | R.P. de la Xina | Pequín         | 08-09-1993 |
| Oceania           | Homes     | 27'09"57  | Jack Rayner               | Austràlia       | Califòrnia     | 16-03-2024 |
| Oceania           | Dones     | 30'35"54  | Kimberley Smith           | Nova Zelanda    | Palo Alto      | 04-05-2008 |
| Amèrica del Sud   | Homes     | 27'28"12  | Marílson Gomes dos Santos | Brasil          | Neerpelt       | 02-06-2007 |
| Amèrica del Sud   | Dones     | 31'33"07  | Florencia Borelli         | Argentina       | Califòrnia     | 16-03-2024 |

### Atletes amb millors marques mundials

#### Categoria masculina
(actualitzat a 11-03-2025)
| Ranking | Marca    | Atleta             | País         | Data                  | Lloc        |
| ------- | -------- | ------------------ | ------------ | --------------------- | ----------- |
| 1.      | 26'11"00 | Joshua Cheptegei   | Uganda       | 7 d'octubre de 2020   | València    |
| 2.      | 26'17"53 | Kenenisa Bekele    | Etiòpia      | 26 d'agost de 2005    | Brussel·les |
| 3.      | 26'22"75 | Haile Gebrselassie | Etiòpia      | 1 de juny de 1998     | Hengelo     |
| 4.      | 26'27"85 | Paul Tergat        | Kenya        | 22 d'agost de 1997    | Brussel·les |
| 5.      | 26'30"03 | Nicholas Kemboi    | Kenya        | 5 de setembre de 2003 | Brussel·les |
| 6.      | 26'30"74 | Abebe Dinkesa      | Etiòpia      | 29 de maig de 2005    | Hengelo     |
| 7.      | 26'31"01 | Yomif Kejelcha     | Etiòpia      | 14 de juny de 2024    | Nerja       |
| 8.      | 26'31"13 | Berihu Aregawi     | Etiòpia      | 14 de juny de 2024    | Nerja       |
| 9.      | 26'33"84 | Grant Fisher       | Estats Units | 6 de març de 2022     | Califòrnia  |
| 10.     | 26'33"93 | Jacob Kiplimo      | Uganda       | 19 de maig de 2021    | Ostrava     |

#### Categoria femenina
(actualitzat a 11-03-2025)
| Ranking | Marca    | Atleta                     | Pais            | Data                  | Lloc           |
| ------- | -------- | -------------------------- | --------------- | --------------------- | -------------- |
| 1.      | 28'54"14 | Beatrice Chebet            | Kenya           | 25 de maig de 2024    | Eugene         |
| 2.      | 29'01"03 | Letesenbet Gidey           | Etiòpia         | 8 de juny de 2021     | Hengelo        |
| 3.      | 29'05"92 | Gudaf Tsegay               | Etiòpia         | 25 de maig de 2024    | Eugene         |
| 4.      | 29'06"82 | Sifan Hassan               | Països Baixos   | 6 de juny de 2021     | Hengelo        |
| 5.      | 29'17"45 | Almaz Ayana                | Etiòpia         | 12 d'agost de 2016    | Rio de Janeiro |
| 6.      | 29'26"89 | Lilian Kasait Rengeruk     | Kenya           | 25 de maig de 2024    | Eugene         |
| 7.      | 29'27"59 | Margaret Chelimo Kipkemboi | Kenya           | 25 de maig de 2024    | Eugene         |
| 8.      | 29'31"78 | Wang Junxia                | R.P. de la Xina | 8 de setembre de 1993 | Pequín         |
| 9.      | 29'32"53 | Vivian Cheruiyot           | Kenya           | 12 d'agost de 2016    | Rio de Janeiro |
| 10.     | 29'42"56 | Tirunesh Dibaba            | Etiòpia         | 12 d'agost de 2016    | Rio de Janeiro |

## Campions olímpics

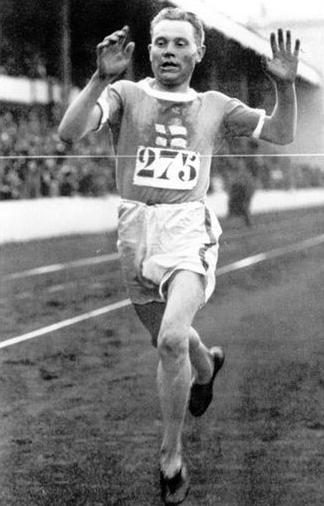
Paavo Nurmi el 1920, creuant la linea de meta a l'Estadi Olímpic d'Anvers per a esdevindre el segon campió olímpic dels 10.000 metres.

| Jocs            | Any  |       | Atleta             | País            | Marca    |
| --------------- | ---- | ----- | ------------------ | --------------- | -------- |
| Atenes          | 1896 | Homes | No es disputaren   |                 |          |
| Atenes          | 1896 | Dones | No participaren    |                 |          |
| París           | 1900 | Homes | No es disputaren   |                 |          |
| París           | 1900 | Dones | No participaren    |                 |          |
| Saint Louis     | 1904 | Homes | No es disputaren   |                 |          |
| Saint Louis     | 1904 | Dones | No participaren    |                 |          |
| Londres         | 1908 | Homes | No es disputaren   |                 |          |
| Londres         | 1908 | Dones | No participaren    |                 |          |
| Estocolm        | 1912 | Homes | Hannes Kolehmainen | Finlàndia       | 31'20"8  |
| Estocolm        | 1912 | Dones | No participaren    |                 |          |
| Anvers          | 1920 | Homes | Paavo Nurmi        | Finlàndia       | 31'45"8  |
| Anvers          | 1920 | Dones | No participaren    |                 |          |
| París           | 1924 | Homes | Ville Ritola       | Finlàndia       | 30'23"2  |
| París           | 1924 | Dones | No participaren    |                 |          |
| Amsterdam       | 1928 | Homes | Paavo Nurmi        | Finlàndia       | 30'18"8  |
| Amsterdam       | 1928 | Dones | No es disputaren   |                 |          |
| Los Angeles     | 1932 | Homes | Janusz Kusocinski  | Polònia         | 30'11"4  |
| Los Angeles     | 1932 | Dones | No es disputaren   |                 |          |
| Berlín          | 1936 | Homes | Ilmari Salminen    | Finlàndia       | 30'15"4  |
| Berlín          | 1936 | Dones | No es disputaren   |                 |          |
| Londres         | 1948 | Homes | Emil Zatopek       | Txecoslovàquia  | 29'59"6  |
| Londres         | 1948 | Dones | No es disputaren   |                 |          |
| Hèlsinki        | 1952 | Homes | Emil Zatopek       | Txecoslovàquia  | 29'17"0  |
| Hèlsinki        | 1952 | Dones | No es disputaren   |                 |          |
| Melbourne       | 1956 | Homes | Vladimir Kuts      | Unió Soviètica  | 28'45"6  |
| Melbourne       | 1956 | Dones | No es disputaren   |                 |          |
| Roma            | 1960 | Homes | Piotr Bolotnikov   | Unió Soviètica  | 28'32"2  |
| Roma            | 1960 | Dones | No es disputaren   |                 |          |
| Tòquio          | 1964 | Homes | William Mills      | Estats Units    | 28'24"4  |
| Tòquio          | 1964 | Dones | No es disputaren   |                 |          |
| Ciutat de Mèxic | 1968 | Homes | Naftali Temu       | Kenya           | 29'27"4  |
| Ciutat de Mèxic | 1968 | Dones | No es disputaren   |                 |          |
| Múnic           | 1972 | Homes | Lasse Virén        | Finlàndia       | 27'38"4  |
| Múnic           | 1972 | Dones | No es disputaren   |                 |          |
| Mont-real       | 1976 | Homes | Lasse Virén        | Finlàndia       | 27'40"4  |
| Mont-real       | 1976 | Dones | No es disputaren   |                 |          |
| Moscou          | 1980 | Homes | Miruts Yifter      | Etiòpia         | 27'42"69 |
| Moscou          | 1980 | Dones | No es disputaren   |                 |          |
| Los Angeles     | 1984 | Homes | Alberto Cova       | Itàlia          | 27'47"54 |
| Los Angeles     | 1984 | Dones | No es disputaren   |                 |          |
| Seül            | 1988 | Homes | Brahim Boutayeb    | Marroc          | 27'21"44 |
| Seül            | 1988 | Dones | Olga Bondarenko    | Unió Soviètica  | 31'05"21 |
| Barcelona       | 1992 | Homes | Khalid Skah        | Marroc          | 27'46"70 |
| Barcelona       | 1992 | Dones | Derartu Tulu       | Etiòpia         | 31'06"02 |
| Atlanta         | 1996 | Homes | Haile Gebrselassie | Etiòpia         | 27'07"34 |
| Atlanta         | 1996 | Dones | Fernanda Ribeiro   | Portugal        | 31'01"63 |
| Sydney          | 2000 | Homes | Haile Gebrselassie | Etiòpia         | 27'07"34 |
| Sydney          | 2000 | Dones | Derartu Tulu       | Etiòpia         | 30'17"49 |
| Atenes          | 2004 | Homes | Kenenisa Bekele    | Etiòpia         | 27'05"10 |
| Atenes          | 2004 | Dones | Xing Huina         | R.P. de la Xina | 30'24"36 |
| Beijing         | 2008 | Homes | Kenenisa Bekele    | Etiòpia         | 27'01"17 |
| Beijing         | 2008 | Dones | Tirunesh Dibaba    | Etiòpia         | 29'54"66 |
| Londres         | 2012 | Homes | Mo Farah           | Regne Unit      | 27'30"42 |
| Londres         | 2012 | Dones | Tirunesh Dibaba    | Etiòpia         | 30'20"75 |
| Rio de Janeiro  | 2016 | Homes | Mo Farah           | Regne Unit      | 27'05"17 |
| Rio de Janeiro  | 2016 | Dones | Almaz Ayana        | Etiòpia         | 29'17"45 |
| Tòquio          | 2020 | Homes | Selemon Barega     | Etiòpia         | 27'43"22 |
| Tòquio          | 2020 | Dones | Sifan Hassan       | Països Baixos   | 29'55"32 |
| París           | 2024 | Homes | Joshua Cheptegei   | Uganda          | 26'43"14 |
| París           | 2024 | Dones | Beatrice Chebet    | Kenya           | 30'43"25 |

## Campions mundials

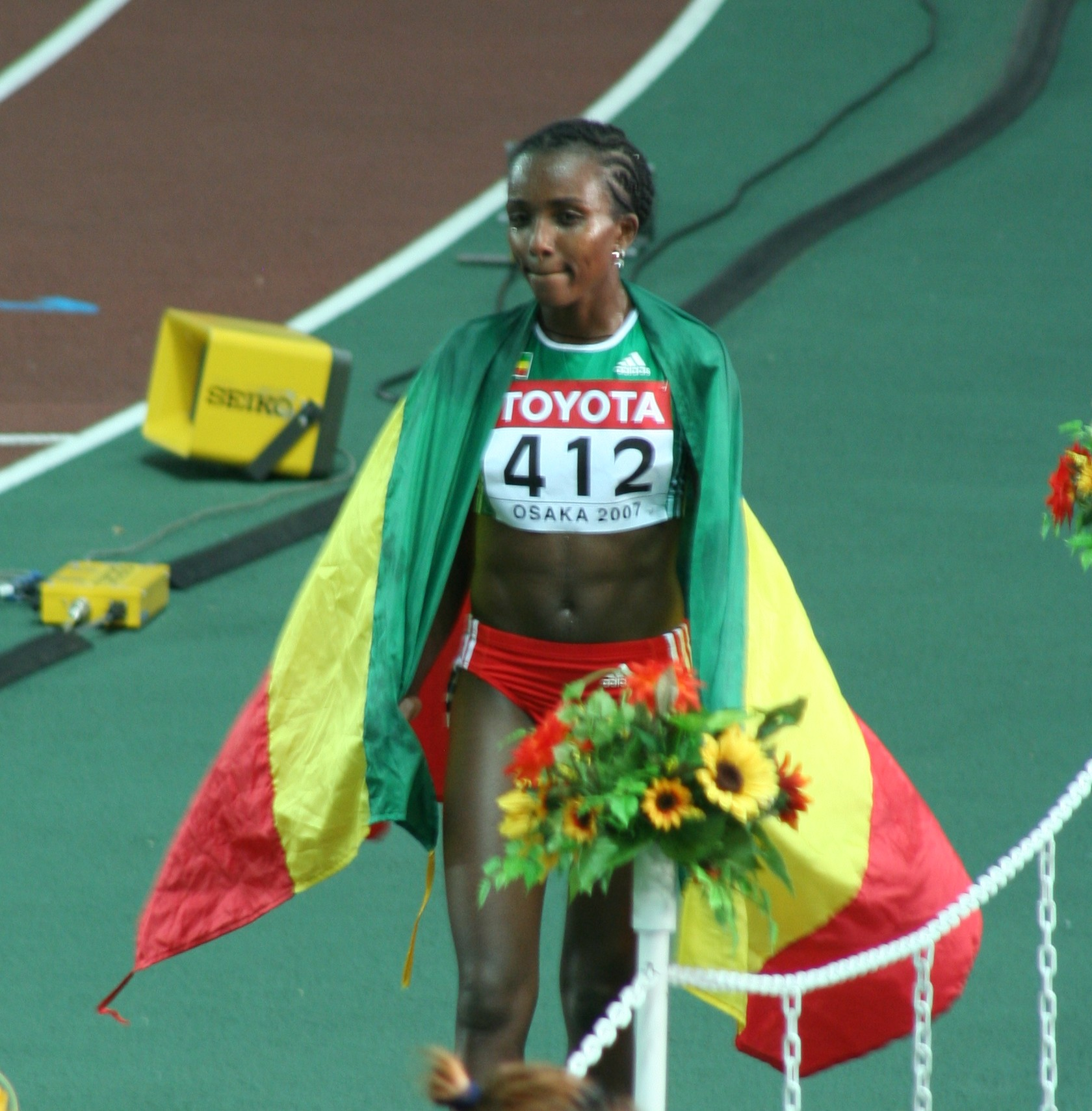
Tirunesh Dibaba després de proclamr-se guanyadora als Campionats del Món d'Osaka 2007.

| Seu       | Any  |       | Atleta             | País            | Marca    |
| --------- | ---- | ----- | ------------------ | --------------- | -------- |
| Hèlsinki  | 1983 | Homes | Alberto Cova       | Itàlia          | 28'01"04 |
| Hèlsinki  | 1983 | Dones | No es disputaren   |                 |          |
| Roma      | 1987 | Homes | Paul Kipkoech      | Kenya           | 27'38"63 |
| Roma      | 1987 | Dones | Ingrid Kristiansen | Noruega         | 31'05"85 |
| Tòquio    | 1991 | Homes | Moses Tanui        | Kenya           | 27'38"34 |
| Tòquio    | 1991 | Dones | Liz Lynch-McColgan | Regne Unit      | 31'14"31 |
| Stuttgart | 1993 | Homes | Haile Gebrselassie | Etiòpia         | 27'46"02 |
| Stuttgart | 1993 | Dones | Wang Junxia        | R.P. de la Xina | 30'49"30 |
| Göteborg  | 1995 | Homes | Haile Gebrselassie | Etiòpia         | 27'12"95 |
| Göteborg  | 1995 | Dones | Fernanda Ribeiro   | Portugal        | 31'04"99 |
| Atenes    | 1997 | Homes | Haile Gebrselassie | Etiòpia         | 27'24"58 |
| Atenes    | 1997 | Dones | Rally Barsosio     | Kenya           | 31'32"92 |
| Sevilla   | 1999 | Homes | Haile Gebrselassie | Etiòpia         | 27'57"27 |
| Sevilla   | 1999 | Dones | Gete Wami          | Etiòpia         | 30'24"56 |
| Edmonton  | 2001 | Homes | Charles Kamathi    | Kenya           | 27'53"25 |
| Edmonton  | 2001 | Dones | Derartu Tulu       | Etiòpia         | 31'48"81 |
| París     | 2003 | Homes | Kenenisa Bekele    | Etiòpia         | 26'49"57 |
| París     | 2003 | Dones | Berhane Adere      | Etiòpia         | 30'04"18 |
| Hèlsinki  | 2005 | Homes | Kenenisa Bekele    | Etiòpia         | 27'08"33 |
| Hèlsinki  | 2005 | Dones | Tirunesh Dibaba    | Etiòpia         | 30'24"02 |
| Osaka     | 2007 | Homes | Kenenisa Bekele    | Etiòpia         | 27'05"90 |
| Osaka     | 2007 | Dones | Tirunesh Dibaba    | Etiòpia         | 31'55"41 |
| Berlín    | 2009 | Homes | Kenenisa Bekele    | Etiòpia         | 26'46"31 |
| Berlín    | 2009 | Dones | Linet Masai        | Kenya           | 30'51"24 |
| Daegu     | 2011 | Homes | Ibrahim Jeilan     | Etiòpia         | 27'13"81 |
| Daegu     | 2011 | Dones | Vivian Cheruiyot   | Kenya           | 30'48"98 |
| Moscou    | 2013 | Homes | Mo Farah           | Regne Unit      | 27'21"71 |
| Moscou    | 2013 | Dones | Tirunesh Dibaba    | Etiòpia         | 30'43"35 |
| Pequín    | 2015 | Homes | Mo Farah           | Regne Unit      | 27'01"13 |
| Pequín    | 2015 | Dones | Vivian Cheruiyot   | Kenya           | 31'41"31 |
| Londres   | 2017 | Homes | Mo Farah           | Regne Unit      | 26'49"51 |
| Londres   | 2017 | Dones | Almaz Ayana        | Etiòpia         | 30'16"32 |
| Doha      | 2019 | Homes | Joshua Cheptegei   | Uganda          | 26'48"36 |
| Doha      | 2019 | Dones | Sifan Hassan       | Països Baixos   | 30'17"62 |
| Eugene    | 2022 | Homes | Joshua Cheptegei   | Uganda          | 27'27"43 |
| Eugene    | 2022 | Dones | Letesenbet Gidey   | Etiòpia         | 30'09"94 |
| Budapest  | 2023 | Homes | Joshua Cheptegei   | Uganda          | 27'51"42 |
| Budapest  | 2023 | Dones | Gudaf Tsegay       | Etiòpia         | 31'27"18 |